# 1893-as elnöki választások a Transvaal Köztársaságban
A Transvaal Köztársaságban 1893-ban tartottak elnökválasztást, ez volt a negyedik ilyen esemény az állam történetében. A két jelölt (immár sorozatban harmadik alkalommal) Paul Kruger és Piet Joubert volt. Bár Joubert az utóbbi két választás alkalmával igen súlyos vereségeket szenvedett Krugertől, harmadjára is elindult a választásokon. Az eredmények ezúttal roppantul szorosak voltak, a végeredményt csupán 700 szavazat döntötte el, Kruger javára. Joubert ezúttal 47,8%-os eredményt ért el, amely az 1883-as 10%-hoz képest kimagasló eredménynek mondható.

## Eredmények
| Indulók      | Szavazatok száma | Százalék |
| ------------ | ---------------- | -------- |
| Paul Kruger  | 7911             | 52,2     |
| Piet Joubert | 7246             | 47,8     |

## Kruger elnöksége
1877-ben az Egyesült Királyság annektálta (elfoglalta) Transvaalt és Paul Kruger - a békés megoldásban bízva - Londonba ment, hogy tárgyaljon a brit kormánnyal. Azzal érvelt, hogy az annexió erkölcsileg elfogadhatatlan a búrok számára. Érvei azonban hatástalanok maradtak és a kiábrándult Kruger visszatért Dél-Afrikába. 
1880-ban Piet Joubert, Marthinus Wessel Pretorius, valamint Kruger egyesítették erőiket és közösen ígéretet tettek a nemzeti függetlenség kivívására. 1881-ben a búrok megnyerték az első búr háborút, majd 1883-ban Krugert az újonnan alakult Transvaal Köztársaság elnökévé nevezték ki. A transvaali aranyláz következtében az állam kénytelen volt a vasúthálózatot és az utakat fejleszteni, valamint megfelelő szálláslehetőségeket biztosítani a fejlődő városokban, ennek hatására az országban infrastrukturális fejlődés kezdődött, és az elmaradott afrikai állam egyre inkább iparosodott „európai” állammá vált. 1888-ban Krugert újraválasztották, valamivel nagyobb különbséggel mint 1883-ban. Ebben szerepe volt annak is, hogy az általa kedvelt személyeket előnyben részesítette a gazdasági koncessziók adományozásánál.
Az 1893-as választásokat csak szoros eredményekkel nyerte meg, mivel sokan úgy vélték, hogy politikája gazdasági összeomláshoz fog vezetni. Ravasz politikusként azonban visszaszerezte a választók bizalmát és elérte, hogy 1898-ban ismét nagy többséggel, immár negyedik alkalommal elnökké válasszák.

## Lásd még
- Elnökválasztások a Transvaal Köztársaságban
- Búrok

## Fordítás
- Ez a szócikk részben vagy egészben  a   Transvaal presidential election, 1893 című angol Wikipédia-szócikk fordításán alapul.  Az eredeti cikk szerkesztőit annak laptörténete sorolja fel. Ez a jelzés csupán a megfogalmazás eredetét és a szerzői jogokat jelzi, nem szolgál a cikkben szereplő információk forrásmegjelöléseként.